# 庞加莱半平面模型

庞加莱模型的星状正则七边形镶嵌（Order-3 heptagonal tiling）。

在非欧几里得几何中，庞加莱半平面模型（Poincaré half-plane model）是赋有庞加莱度量的上半平面，这是二维双曲几何的一个模型。 
它以昂利·庞加莱命名，但最初是贝尔特拉米（Eugenio Beltrami）发现的，他用这个模型与克莱因模型以及庞加莱圆盘模型（属于黎曼）证明了双曲几何与欧几里得几何的相容性等价（equiconsistent）。圆盘模型与半平面模型在共形映射下是等价的。

## 对称群
射影线性群 PGL(2,C) 由莫比乌斯变换作用在黎曼球面上。保持上半平面不动的子群是 PGL(2,R)，这些变化的系数是实数，它们传递、等距作用在上半平面上，将它变成一个齐性空间。 
有四个非常相关的李群通过分式线性变换作用在上半平面上，且保持双曲距离。
- 由行列式为 +1 的 2×2 实矩阵组成的特殊线性群SL(2,R)。注意许多书籍经常说 SL(2,R)，其实际是指 PSL(2,R)。
- 由行列式为 +1 或 -1 组成的 2×2 实矩阵 S*L(2,R) 。注意 SL(2,R) 是这个群的一个子群。
- 射影线性群 PSL(2,R) = SL(2,R)/{±I}，由 SL(2,R) 中矩阵模去正负恒同矩阵。
- 群 PS*L(2,R) = S*L(2,R)/{±I} 同样是射影群，同样是模去正负恒同矩阵。

这些群与庞加莱模型的关系如下：
- H 的所有等距的群，通常记做  Isom(H)，同构于 PS*L(2,R)。这包括保持定向和反定向的等距。反定向的映射（镜映射）是 {\displaystyle z\rightarrow -{\overline {z}}}。
- H 保持定向的等距，通常记做 Isom+(H)，同构于 PSL(2,R)。

等距群的一些重要的子群是富克斯群。其中一个经常见到的是模群 SL(2,Z)。这个群在两个方面很重要。首先，它是正方形 2×2 格点的对称群。从而在一个方形网格中周期函数，比如模形式以及椭圆函数，将从这个网格继承一个 SL(2,Z) 对称。另一方面，SL(2,Z) 当然也是 SL(2,R) 的一个子群，从而嵌入其中有双曲表现。特别地，SL(2,Z) 可用来将双曲平面镶嵌为等（庞加莱）面积的单元。

## 等距对称
特殊线性群 PSL(2,R) 在 H 上的作用定义为
{\displaystyle \left({\begin{matrix}a&b\\c&d\\\end{matrix}}\right)\cdot z={\frac {az+b}{cz+d}}={(ac|z|^{2}+bd+(ad+bc)\Re (z))+i\Im (z) \over |cz+d|^{2}}.\,}
注意到这个作用是传递的，从而任何对 {\displaystyle z_{1},z_{2}\in \mathbb {H} }，存在一个 {\displaystyle g\in {\rm {PSL}}(2,\mathbb {R} )} 使得 {\displaystyle gz_{1}=z_{2}}。这个作用也是忠实的：如果对 z 属于 H 有 {\displaystyle gz=z}，那么 g=e。
H 中一个元素 z 稳定子或迷向子群是所有 {\displaystyle g\in {\rm {PSL}}(2,\mathbb {R} )} 使 z 不变 gz=z 的集合。{\displaystyle i} 的稳定子是旋转群
{\displaystyle {\rm {SO}}(2)=\left\{\left({\begin{matrix}\cos \theta &\sin \theta \\-\sin \theta &\cos \theta \\\end{matrix}}\right)\,:\,\theta \in {\mathbf {R} }\right\}.\,}
由传递性，H' 中任何元素 z 可由 PSL(2,R) 中一个元素映为 {\displaystyle i}，这意味着任何 z 的迷向子群同构于 SO(2)。从而 H = PSL(2,R)/SO(2)。或者，上半平面上的切向量丛，称为单位切丛，同构于 PSL(2,R)。
利用模群 SL(2,Z)，上半平面镶嵌成自由正则集合（free regular set）。

## 测地线
这个度量张量的测地线是垂直于实数轴的圆弧（即圆心位于实轴上的半圆周）以及终于实轴的竖直直线。
经过 {\displaystyle i} 的单位速度竖直测地线为：
{\displaystyle \gamma (t)=\left({\begin{matrix}e^{t/2}&0\\0&e^{-t/2}\\\end{matrix}}\right)\cdot i=ie^{t}.\,}
因为 PSL(2,R) 作为等距传递作用在上半平面，这条测地线通过 PSL(2,R) 的作用映到其它测地线。从而，一般的单位速度测地线由
{\displaystyle \gamma (t)=\left({\begin{matrix}a&b\\c&d\\\end{matrix}}\right)\left({\begin{matrix}e^{t/2}&0\\0&e^{-t/2}\\\end{matrix}}\right)\cdot i={\frac {aie^{t}+b}{cie^{t}+d}}}
给出。这给出了上半平面上单位长切丛（复线丛）测地流的完整描述。